# Heliconius lutea
Heliconius lutea är en fjärilsart som beskrevs av Heinrich Neustetter 1931. Heliconius lutea ingår i släktet Heliconius och familjen praktfjärilar. Inga underarter finns listade i Catalogue of Life.